# Jan Jaroszewicz (Architekt)

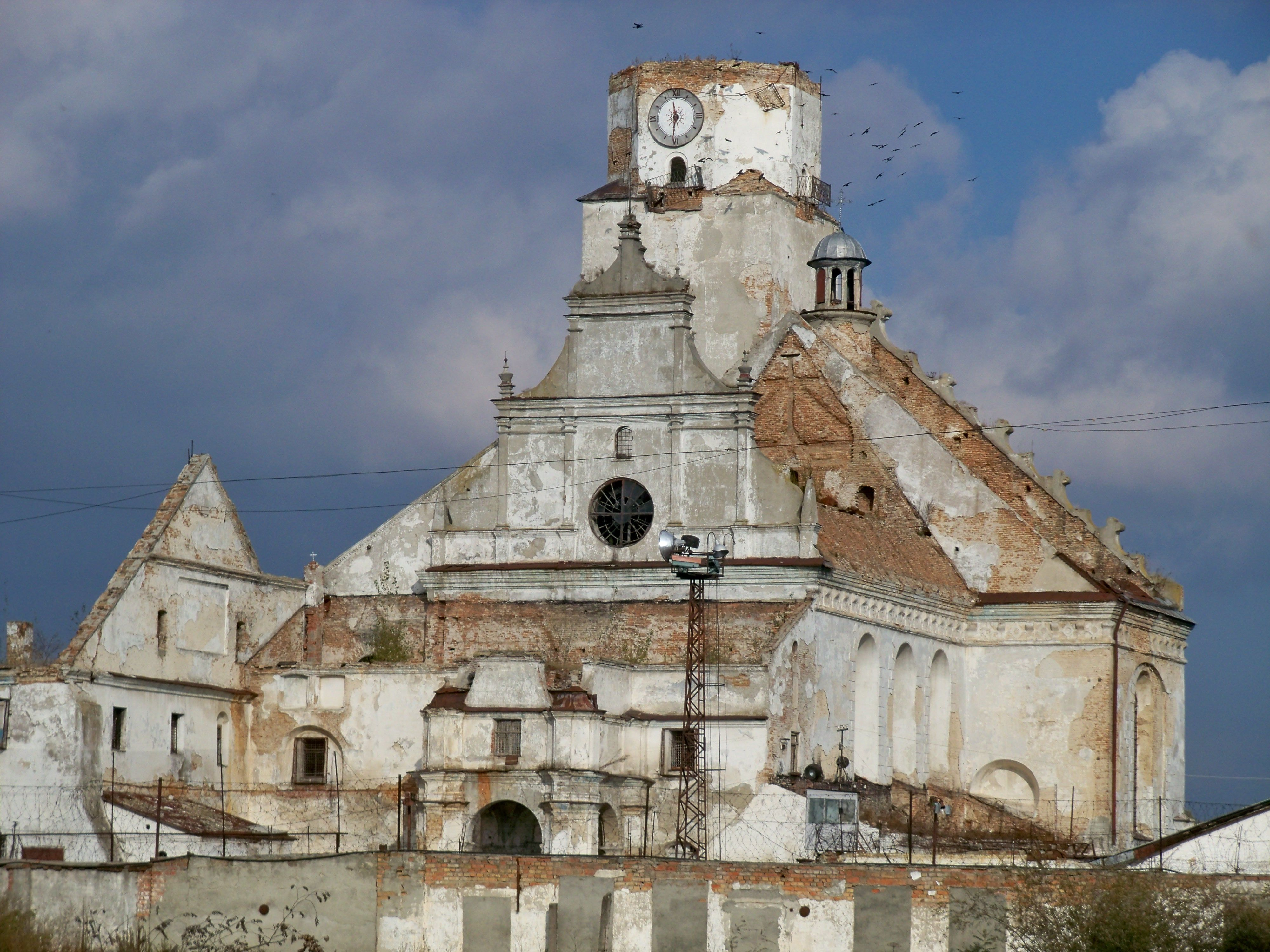
Bernhardiner-Kloster in Sokal, nach der Zerstörung 2012

Jan Jaroszewicz (* 1575; † 22. Februar 1670 in Zamość) war ein polnischer Architekt des Frühbarocks. Er war ein Schüler von Bernardo Morando. Von ihm lernte u. a. Hans Michel Linck.

## Leben
Ab 1610 arbeitete er für die Magnaten Zamoyski in Zamość, wobei er stets mit Jan Wolff zusammenarbeitete. Bis 1619 beaufsichtigte er die Bauarbeiten an den Festungsanlagen der Stadt.

## Werke
Zu seinen Werken gehörten unter anderem:
- Nikolauskirche in Zamość (1616–1631)
- Bernhardinerkloster in Sokal (vor 1634)
- Pfarrkirche in Szczebrzeszyn (1620–1630)
- Pfarrkirche in Turobin (1620–1630)
- Pfarrkirche in Uchanie (um 1625)
- Hauptgebäude der Zamoyski-Akademie (1639–1651)
- Ausbau des Rathauses in Zamość (1640–1651)